# Sara Morrison
Sara Morrison (Antoinette Sara Frances Sibell Long), (Londres, 9 de agosto de 1934)  es una política británica. Fue presidenta del Fondo Mundial para la Naturaleza.

## Biografía
Fue vicepresidenta del Partido Conservador (1971-1975) y  directora de General Electric (1980-1988). Posteriormente formó parte del Consejo de Supervisión de Channel 4 (1980-1985), del Grupo Imperial (1982-1986), de Carlton Television Ltd. (1991-1999), Kleinwort Charter Investment Trust PLC, New Millennium Experience Ltd. (1997-2001), y la empresa "The Abbey National Building Society" (1979-1995).

## Voluntariado
Fue asesora del European Charter Trust entre 1993 y 2002. En el Consejo Nacional de Organizaciones Voluntarias (NCVO), fue vicepresidenta (1970-1977) y miembro el Consejo Ejecutivo (1977-1987).

## Desarrollo sostenible
Fue miembro de la Mesa Redonda del Reino Unido para el Desarrollo Sostenible (1995-1998) y del Centro de Estudios de Política Familiar (1989-1997).
De 1986 a 2001 fue miembro del órgano de gobierno del Imperial College de Londres. En 2004 asumió el cargo de presidenta del Consejo de la Universidad de Bath . Es doctora honoris causa de la Universidad De Montfort, de la Universidad de Coventry y de Buckingham .
También participa en la organización voluntaria de Wiltshire, donde vive en su granja.

## Presidenta deWWF
De 1998 a 2002 fue presidenta del Fondo Mundial para la Naturaleza (WWF) en Gran Bretaña y más tarde fue  elegida para la junta directiva de WWF Internacional . En 2000, fue vicepresidenta de WWF Internacional y más tarde presidenta hasta 2001.
Se casó con Sir Charles Morrison en 1954, de quien se divorció en 1984. De este matrimonio tuvo un hijo y una hija  .